# Švicarska garda
Švicarska garda oz. papeška švicarska garda (nemško Päpstliche Schweizergarde, francosko Garde suisse pontificale, italijansko Guardia Svizzera Pontificia, latinsko Pontificia Cohors Helvetica, Cohors Pedestris Helvetiorum a Sacra Custodia Pontificis) je majhna oborožena sila Vatikana zadolžena za varovanje papeža, apostolske palače in vhodov v Vatikan. 
Garda je bila ustanovljena 22. januarja 1506 s prihodom prvih 150 švicarskih najemnikov v Vatikan. Prvi večji spopad je garda doživela 6. maja 1527 med četrto plenitvijo Rima. V neenakem spopadu z najemniki Karla V. Habsburškega so padli skoraj vsi gardisti, s tem pa so opravili svojo nalogo, saj so Papežu Klemnu VII omogočili beg iz Vatikana. 
V moderni dobi se je garda omejila bolj na zaščitno in ceremonialno vlogo. Po neuspelem atentatu na papeža Janeza Pavla II. leta 1981 je bilo danega več poudarka na borilne veščine in uporabo ročnega strelnega orožja. Švicarska garda je danes najmanjša oborožena sila na svetu in hkrati edina skupina najemniških vojakov v skladu z zakonodajo Švice in Svetega sedeža.

## Zgodovina
Zgodovina švicarske garde sega v čas renesanse in najemniških vojsk. V tistem času so imeli švicarski kantoni populacijo preko 50.000 prebivalcev. Ker je število prebivalcev bilo previsoko za ekonomske zmožnosti kantonov, je prihajalo do revščine in lakote. Edina izhoda iz slabega ekonomskega položaja sta bila v tistem času emigracija in služba v najemniški vojski. Za to nalogo je bilo v kantonih sposobnih okoli 15.000 moških, ki jih je novačila, plačevala in nadzirala Konfederacija kantonov. Šlo je za sezonsko delo, s katerim so najemniki zaslužili dovolj, da so preživeli naslednje mesece. Vojska je bila ena najboljših tistih časov, temeljila je na pehoti z zelo malo konjenice in skoraj brez topništva. Skrivnost njihovega uspeha v boju je bila posebna pehotna taktika, predvsem pa red in disciplina. Največji odjemalki uslug kantonskih najemniških vojakov sta bili Francija in Španija. Globok vtis so ti naredili na francoskega kralja Ludvika XI., ko se je 1.500 švicarskih vojakov pri Baslu uprlo dvajsetkrat večji vojski. Med kantoni in Francijo je bilo sklenjeno tudi posebno zavezništvo, v katerem so kantoni Franciji zagotavljali med 6.000 do 16.000 vojakov, medtem ko je Francija kot močna evropska država kantonom zagotavljala pokroviteljstvo na mednarodni ravni.
Kljub temu, da je bila švicarska garda v osnovi najemniška vojska, ni bila podrejena najemniku, temveč Konfederaciji kantonov. Konfederacija si je tako pridržala pravico, da je lahko kadar koli vojsko umaknila. Vojska je bila popolnoma samostojna s svojimi pravili, zastavami, oznakami in sodiščem. Poveljevanje je potekalo v domačem jeziku, za enote pa so veljali zakoni kantona, iz katerega so izhajale.
Dober glas o švicarski gardi je prišel tudi na ušesa papeža Siksta IV., ki je leta 1497 s Konfederacijo kantonov sklenil pogodbo o najemu švicarskih vojakov, v Vatikanu pa je za ta namen postavil vojašnico. Pogodbo je obnovil papež Inocenc VIII.. Med t. i. italijanskimi vojnami so bili švicarski vojaki stalnica na bojišču, bojevali so se na strani vseh udeležencev v spopadu. O njihovi sposobnosti se je na lastne oči prepričal tudi kardinal Giuliano della Rovere, bodoči Papež Julij II., in ko je leta 1503 postal papež, je Konfederacijo kantonov vprašal za stalno namestitev 200 najemnikov v Vatikanu. Prošnja je bila ugodena in 22. januarja 1506 je v Vatikan prišlo prvih 150 vojakov od skupaj 200.
Pred prvo veliko preizkušnjo so bili gardisti postavljeni leta 1527 med t. i. četrto plenitvijo Rima. Takrat je vojska Karlovih landknehtov napadla Rim ter nato po njem celo leto plenila in morila. Maloštevilna švicarska garda se je 6. maja v bližini bazilike Sv. Petra zoperstavila napadalcem ter tako papežu Klemnu VII. omogočila, da je preko skrivnega prehoda pobegnil v Angelski grad. V spopadu z najemniki kralja Karla V. je umrlo 147 od 189 švicarskih gardistov. Preživeli so le tisti, ki so ščitili papeža med begom v Angelski grad.
Švicarska garda je varovala papeža tudi v naslednjih nemirnih stoletjih. Leta 1874 je Švicarska konfederacija z ustavo prepovedala najemniške vojske, leta 1927 pa je prepovedala, da bi se švicarski državljani vključevali v druge vojske z izjemo papeške garde. Po združitvi Italije leta 1870 ter ukinitvi Papeške države in njene vojske je švicarska garda postala edina oborožena sila Vatikana. Njene glavne naloge so odtlej zaščita papeža in njegove rezidence Castel Gandolfo ter Vatikana sploh, z leti pa je garda prevzela tudi ceremonialne in protokolarne naloge. Med drugo svetovno vojno in nemško okupacijo Rima je Švicarska garda skupaj s palatinsko in plemiško gardo varovala Vatikan pred morebitnim nemškim vdorom ter revolucionarnimi razmerami, ki so vladale izven vatikanskih zidov. Po drugem vatikanskem koncilu je Papež Pavel VI. z reformami v cerkvi ukinil palatinsko in plemiško gardo, ohranila se je le švicarska garda. 
Po neuspelem atentatu na Papeža Janeza Pavla II. leta 1981 je bilo danega več poudarka na borilne veščine in uporabo ročnega strelnega orožja. Leta 1988 je gardo pretresel umor, v katerem je gardist ubil svojega poveljnika ter potem storil samomor.
Leta 2006 je papeška švicarska garda praznovala petstoto obletnico svojega obstoja. Ob tem dogodku se je 80 nekdanjih gardistov peš odpravilo iz švicarskega mesta Bellinzona do Vatikana. Šestega maja tega leta je priseglo 33 novih gardistov, prisega je potekala na stopnicah bazilike Sv. Petra, kjer se je odvil zadnji boj gardistov leta 1527, in ne na dvorišču San Damaso kot navadno.
Januarja 2014 je papež Frančišek odslovil in nadomestil dotedanjega poveljnika garde. Vzrok naj bi bila nesoglasja v gardi.

## Danes
Gardist lahko postane vsak švicarski državljan katoliške veroizpovedi, ki je služil vojaški rok v švicarski vojski ter ni zagrešil kaznivih dejanj. Končano mora imeti visoko šolo, visok mora biti minimalno 174 cm ter star med 19 in 30 let. Žensk ne sprejemajo med gardiste, čeprav je ta možnost dopuščena. Služba gardista traja od 2 do 25 let. Prisega novih gardistov poteka vsako leto 6. maja (dan plenitve Rime leta 1527) v Vatikanu na dvorišču San Damaso. Gardisti so v času služenja nameščeni v Vatikanu, zaradi pomanjkanja prostora je zaželeno, da nimajo družin.
Danes je papeška švicarska garda najmanjša in ena izmed najstarejših oboroženih sil na svetu. Po letih jo prekašata le osebna garda britanskih monarhov (Yeomen of the Guard) ter prvi kraljevi regiment španske vojske (Regimiento de Infantería Inmemorial del Rey n.º 1).
Naloga Švicarske garde je zagotavljanje varnosti (nadzor obiskovalcev, varnostne naloge, osebna zaščita, straža) ter ceremonialne naloge (protokol, obiski, slavnostni obredi). Glavna naloga gardistov je zagotavljanje osebne varnosti papeža in prebivalcev Vatikana. Ostale naloge so na primer spremljanje papeža na potovanjih, asistenca kardinalov med volitvami novega papeža, nadziranje in obramba vhodov v Vatikan, javni red v sodelovanju z italijansko policijo.
Trenutno ima garda 4 častnike, 23 podčastnikov, 70 helebardirjev, 2 bobnarja in 1 kaplana.

## Uniforme
Uniforme švicarske garde so najbolj znane vojaške uniforme na svetu. Zamislil si jih je nekdanji poveljnik švicarske garde Jules Repond (1910-1921), v uporabo pa so prišle leta 1914. Garda ima več različnih tipov uniform; najbolj znana je gala uniforma, ki s posebnim krojem ter modrimi, rumenimi in rdečimi črtami daje videz renesančnega obdobja, saj so to tradicionalne barve družine Medičejcev. Gala uniforme so namenjene ceremonialnim in protokolarnim dogodkom. Pri vsakdanjih dolžnostih gardisti uporabljajo bolj funkcionalne modre uniforme z belim ovratnikom, rjavim pasom ter črno baretko.
Vojaki in poddesetniki nimajo nobenih oznak, razlikujejo se le po obliki helebard. Desetniki imajo rdečo oznako na obleki, od ostalih pa se razlikujejo tudi po drugačni helebardi. Vsi imajo na čeladah rdeča peresa. Vodniki imajo enak kroj obleke, le drugačne barve. Zgornji del je črn z rdečimi črtami na rokavih. hlače so rdeče. Na čeladi imajo rdeča peresa, od ostalih vojakov pa se razlikujejo tudi po zgornjem delu oklepa, na katerem je drug vzorec. Častniki imajo popolnoma rdečo uniformo ter drugačen kroj hlač. Oboroženi so s sabljo, na čeladah imajo peresa škrlatne barve; izjema je poveljnik, ki ima peresa bele barve. Njihov zgornji del oklepa je temnejše barve z zlatim vzorcem, oklep za razliko od vojakov pokriva tudi roke do zapestja. Glavni pokrivali vojakov sta črna baretka ter čelada morion s peresi, ki pa se uporablja le ob ceremonialnih dolžnostih.
Uniforme za gardiste izdeluje vatikanski krojač in so narejene individualno za vsakega gardista posebej.
- Prisega švicarskih gardistov

## Čini
| Polkovnik (Oberst) | Podpolkovnik (Oberstleutnant) | Major (Major) | Stotnik (Hauptmann) | Narednikmajor (Feldwibel) | Narednik (Wachtmeister) | Desetnik (Korporal) | Naddesetnik (Vizekorporal) |
|                    |                               |               |                     |                           |                         |                     |                            |

## Oborožitev
Čeprav švicarski gardisti s svojo obleko in oborožitvijo dajejo videz, da so prišli iz drugega zgodovinskega obdobja, videz vara. Gre za dobro usposobljeno in oboroženo vojaško enoto. Najpogosteje jih je videti oborožene s helebardami in meči. Čeprav so vešči uporabe tudi tega za naše čase starega orožja, gre za orožje, ki se uporablja le v ceremonialne namene in je bolj ali manj turistična atrakcija. Sodobna oborožitev gardistov se nahaja v orožarni znotraj vojašnice švicarske garde. Orožarna je izredno dobro založena, v njej pa je možno najti orožje iz časa renesanse pa vse do sodobnega najnovejšega avtomatskega orožja.
Tradicionalno orožje
- meč
- gumijevka
- helebarda
- flamberg
- kiras (oklep brez rokavov)

Orožje vzeto iz uporabe
- puška Vetterli
- Karabiner 98k
- Dreyse M1907
- Suomi KP/-31
- SIG MKMO
- Karabiner K31

Moderno orožje
- SIG Sauer P220
- Glock
- Steyr TMP
- Heckler & Koch MP5
- Heckler & Koch MP7
- SIG 550
- SIG 552